# Associazione Sportiva Fanfulla 1920-1921
Questa voce raccoglie le informazioni riguardanti l'Associazione Sportiva Fanfulla nelle competizioni ufficiali della stagione 1920-1921.

## Stagione
Il Segretario del Club, Marcello Ghisio, è il grande protagonista della ripresa dell'attività calcistica ufficiale del club lodigiano. Spezzettate in 4 e più piccole squadrette morte e risorte durante e dopo la fine del conflitto, le forze giovanili lodigiane mancavano di una protagonista che calamitasse attorno a sé le attenzioni e soprattutto gli entusiasmi. Con l'aiuto di Lucio Zanoncelli (capitano dell'Edera), Ghisio arriva alla fatidica fusione delle forze sportive il 20 giugno 1920.
Dall'Edera arrivano: Battista Bergamaschi (I) (detto "Scon"), Boffelli, Giuseppe Canevara (II), Catena, Corazza, Romeo Crosignani (I), Mascaretti (I) (detto "Badila"), Vittorio Mascaretti (II) (detto "Totu"), L. Meraldi, Cesare Omboni, Sabbia, Tavazzi, Antonio Zamproni (I) e Lucio Zanoncelli.
Dallo S.C. Savoia si aggiungono gli altri due fratelli Bergamaschi Luigi Antonio (II) (detto "Dea") e Mario (detto "Schin"), Cella, Croce ed Antonio Vegezzi.

## Il campo mancante, arriva la Dossenina
Perso il campo delle "Due Chiavi" perché espropriato nel 1917 dal legittimo proprietario, ed in seguito diventato terreno edificabile, non era più disponibile e a norma un altro campo sportivo per poter affrontare il campionato di Promozione che richiedeva una metratura minima di 90x50. L'Edera aveva ovviato al problema ottenendo dal Comune la possibilità di giocare in Piazza d'Armi, e con quello aveva affrontato la stagione sportiva 1919-1920.
Il direttivo fanfullino si dà da fare e trova un altro terreno disponibile lungo la via per Sant'Angelo, ad un centinaio di metri dal "vecchio" Campo Verde inaugurato nella primavera del 1915, nei pressi della Cascina Dossenina (da qui il nome del campo Stadio Dossenina). Per acquistarlo servono circa 100.000 lire (15.000 metri quadrati a 7 lire al m.q.). I fondi vengono reperiti da Marcello Ghisio e dagli altri dirigenti Dossena, Rovida, Cornaggia e Mazza. Per costruire la sede sociale e le tribune viene costituita la "Società Anonima Stadio Fanfulla" con capitale iniziale 75.000 lire e conferimenti pubblici. I lavori iniziarono nell'estate del 1921 mentre il campo, già agibile per la disputa del campionato, fu inaugurato domenica 26 settembre 1920 incontrando il Crema (0-0).

## Rosa
| N. |                   | Ruolo | Calciatore                         |
| -- | ----------------- | ----- | ---------------------------------- |
|    | Italia (bandiera) | D     | Luigi Antonio Bergamaschi (I)(Dea) |
|    | Italia (bandiera) | A     | Mario Bravi                        |
|    | Italia (bandiera) | A     | Giuseppe Canevara (II)             |
|    | Italia (bandiera) | A     | Carlo Catena                       |
|    | Italia (bandiera) | A     | Luigi Giulio Cella                 |
|    | Italia (bandiera) | P     | Ceruti                             |
|    | Italia (bandiera) | C     | Erminio Combi                      |
|    | Italia (bandiera) | P     | Giovanni Corazza                   |
|    | Italia (bandiera) | P     | Luigi Crivelli                     |
|    | Italia (bandiera) | A     | Giovanni Alessandro Croce          |
|    | Italia (bandiera) | A     | Giovanni Crosignani (II)           |
|    | Italia (bandiera) | C     | Romeo Crosignani (I)               |
|    | Italia (bandiera) | P     | Annibale Dedè                      |

| N. |                   | Ruolo | Calciatore                     |
| -- | ----------------- | ----- | ------------------------------ |
|    | Italia (bandiera) | C     | Luigi Grazzani                 |
|    | Italia (bandiera) | A     | Lapini                         |
|    | Italia (bandiera) | D     | Luigi Mascaretti (I)(Badila)   |
|    | Italia (bandiera) | A     | Vittorio Mascaretti (II)(Totu) |
|    | Italia (bandiera) | C     | Cesare Omboni                  |
|    | Italia (bandiera) | A     | Mario Orlandi (Calca)          |
|    | Italia (bandiera) | C     | Pietro Sabbia                  |
|    | Italia (bandiera) | A     | Silvio Salvatico               |
|    | Italia (bandiera) | P     | Orazio Tavazzi                 |
|    | Italia (bandiera) | P     | Luigi Vitali                   |
|    | Italia (bandiera) | D     | Lucio Zanoncelli               |
|    | Italia (bandiera) | A     | Antonio Zamproni (I)*          |

Marcatori :
Orlandi 7 - Canevara 6 - Giovanni Crosignani e Lapini 4 - Salvatico, Zamproni e Omboni 3 - Zanoncelli, Vittorio Mascaretti e Luigi Mascaretti 1 rete.
Seconda squadra (riserve):

Egidio Malaspina; M. Arghenini, Virginio Boffelli; Luigi Meraldi (II), Biancardi, Luigi Zamproni (II)*; Annibale Dedè, Croce, Carlo Catena, Giovanni Crosignani (II), Plinio Moro.
I boys sono nati dopo il 1º gennaio 1901, ma il Fanfulla ha schierato una sola squadra nel campionato regionale boys.

Prima squadra boys:

Luigi Crivelli; Bressani, Elio Bedoni; Bianchi, Sgariboldi, Giovanni Quirico; Ferrari, Giuseppe Canevara (II), Pietro Zamproni (III)*, Mario Bravi, Giuseppe Antonietti.
Seconda squadra boys:

Giovanni Simonetti; Sgariboldi, Mamoli; Francesco Coppa, Ardito Misani, Boerchio; Rossi, Presazzi, Giacomo Polenghi, Gorla, Bondioli.

Nota bene: * = fratelli.